# Opération Retribution
Seconde Guerre mondiale
Batailles
- Course pour Tunis
- Ligne Mareth
- Sidi Bouzid
- Kasserine
- Sejnane
- Ochsenkopf
- Capri
- Ksar Ghilane
- Pugilist
- El Guettar
- Wadi Akarit
- Longstop Hill
- Hill 609
- Vulcan
- Flax
- Retribution
- Strike

L’opération Retribution est le nom de code d'une opération navale menée par le Royaume-Uni et les États-Unis, sous le commandement de l'amiral Andrew Cunningham, du 8 au 13 mai 1943 dans le canal de Sicile dans le but d'imposer un blocus aux côtes tunisiennes afin d'empêcher les forces germano-italiennes d'être évacuées par la mer, alors que la fin de la campagne de Tunisie était proche. Elle a été nommée ainsi afin de renverser le flux des pertes importantes subies par les destroyers britanniques lors de la bataille de Grèce et de Crète deux ans plus tôt.

## Historique
L'opération est un véritable succès. Les cuirassés HMS Nelson et Rodney et le porte-avions Formidable de la Royal Navy sont déployés près d'Alger, prêts à engager l'ennemi en cas d'intervention de la flotte italienne. En réalité, la flotte italienne n'a même pas quitté ses ports pour tenter d'évacuer les forces de l'Axe. Seulement deux navires d'approvisionnement seront interceptés et coulés ainsi que quelques embarcations au large de Ras Idda et de Kélibia. L'unique menace pour les navires alliés est celle du tir ami par des avions alliés, c'est pourquoi des inscriptions seront peintes sur les navires, visibles ainsi depuis les airs.
Au total, 897 soldats ennemis ont été capturés par les Alliés. Il est cependant estimé que 653 Allemands sont parvenus à rejoindre l'Italie et d'autres se seraient noyés[réf. nécessaire].
Les ports nord-africains sont nettoyés des mines par la 12e, 13e et 14e flottilles de dragueurs de mines, prêts à être utilisés pour les opérations du débarquement de Sicile. L'Afrika Korps, dépourvue de soutien logistique, capitule le 13 mai. Le succès de cette opération permet par ailleurs le passage à nouveau des convois alliés entre Gibraltar et Alexandrie (qui était fermé depuis 1941).